# Schlacht bei Erastfer
1. Phase: Schwedische Dominanz (1700–1709)
Dänischer Kriegsschauplatz (1700)
Humlebæk • Tönning I 
Livländ./ Estnischer Kriegsschauplatz (1700–1708)
Riga I • Jungfernhof • Varja • Pühhajoggi • Narva • Petschora • Düna • Rauge • Erastfer • Hummelshof • Embach • Tartu • Narva II • Wesenberg I • Wesenberg II
Ingermanländ./ Finnischer Kriegsschauplatz (ab 1701)
Archangelsk • Ladogasee • Nöteborg • Nyenschanz • Newa • Systerbäck • Petersburg • Wyborg I • Porvoo • Newa II • Koporje II • Kolkanpää
Litauisch-weißrussischer Kriegsschauplatz (1702–1706)
Vilnius • Saladen • Jakobstadt • Gemauerthof • Mitau • Grodno I • Olkieniki • Njaswisch • Klezk • Ljachawitschy
Polnischer Kriegsschauplatz (1702–1706)
Klissow • Pułtusk • Thorn • Lemberg • Warschau • Posen • Punitz • Tillendorf • Rakowitz • Praga • Fraustadt • Kalisch 
Russischer Kriegsschauplatz (1708–1709)
Grodno II • Golowtschin • Moljatitschi • Rajowka • Lesnaja • Desna • Baturyn • Koniecpol • Weprik • Opischnja • Krasnokutsk • Sokolki • Poltawa I • Poltawa II
2. Phase: Schweden in der Defensive (1710–1721)
Baltischer und Finnischer Kriegsschauplatz (bis 1714)
Riga II • Wyborg II • Pernau • Kexholm • Reval • Hogland • Pälkäne • Storkyro • Nyslott • Hanko 
Schwed./Norwegischer Kriegsschauplatz (1710–1721)
Helsingborg • Køge-Bucht • Bottnischer Meerbusen • Frederikshald I • Dynekilen-Fjord • Göteborg I • Strömstad • Trondheim • Frederikshald II • Marstrand • Ösel • Göteborg II • Södra Stäket • Grönham • Sundsvall
Norddeutscher Kriegsschauplatz (1711–1716)
Elbing • Wismar I • Lübow • Stralsund I • Greifswalder Bodden I • Stade • Rügen • Gadebusch • Altona • Tönning II • Stettin • Fehmarn • Wismar II • Stralsund II • Jasmund • Peenemünde • Greifswalder Bodden II • Stresow 
In der Schlacht bei Erastfer im Großen Nordischen Krieg am 29. Dezember 1701 besiegte die Armee von Russland die schwedische Armee nahe Erastfer in Schwedisch-Livland.

## Vorgeschichte
| \| Schlacht bei Erastfer \| |
| Lage des Schlachtfeldes     |
| Schlacht bei Erastfer       |

Schweden und Russland befanden sich seit 1700 im Kriegszustand. Zunächst gelang es den Schweden sämtliche Angriffe auf ihr Territorium abzuwehren. Da die schwedische Hauptarmee in Polen gebunden war, mussten viel zu geringe schwedische Kräfte ein großes Territorium schützen. Aufgrund der zahlenmäßigen Überlegenheit der Russen gelang ihnen das immer weniger. Trotz der verlorenen Gefechte bei Rauge Mitte 1701, blieben die russischen Armeeeinheiten offensiv.
Ziel der russischen Bemühungen war die Eroberung der Festen Plätze in Livland. Die Schweden besaßen neben Narva noch Dorpat in der Nähe des Peipussees in der eine etwa 2000 Mann starke Garnison der Schweden stationiert war. Dorpat kontrollierte das östliche Zentrum Livlands einschließlich des Westufers des Peipussees. Zwei Stunden davon entfernt (50 Kilometer südlich) befand sich der Stützpunkt der livländischen Armee Schlippenbachs, bei Erastfer. Schlippenbach bemühte sich, die Kontrolle des gesamten Territoriums aufrechtzuerhalten und zergliederte seine Truppen, wodurch eine schnelle Konzentration der Kräfte im Angriffsfall verhindert wurde. Die Schweden hatten ebenfalls nur geringe Bemühungen zur Erkundung der russischen Armeebewegungen unternommen und hatten sich in die Winterquartiere begeben und bereiteten sich auf die Weihnachtsfeiertage vor. Schlippenbach selbst empfing seine Familie in Erastfer, da er mit keinen Kampfaktivitäten rechnete.
Im Dezember 1701 stieß von Pskow aus General Scheremetew mit 20.000 Mann über das Eis des zugefrorenen Peipussee unentdeckt nach Livland vor um die livländische Armee, die das Weihnachtsfest feierte, zu vernichten. Die Infanterie und 30 Geschütze wurden auf 2.000 Schlitten transportiert. Die russische Armee wurde von Feldmarschall Scheremetew angeführt.

## Die Schlacht

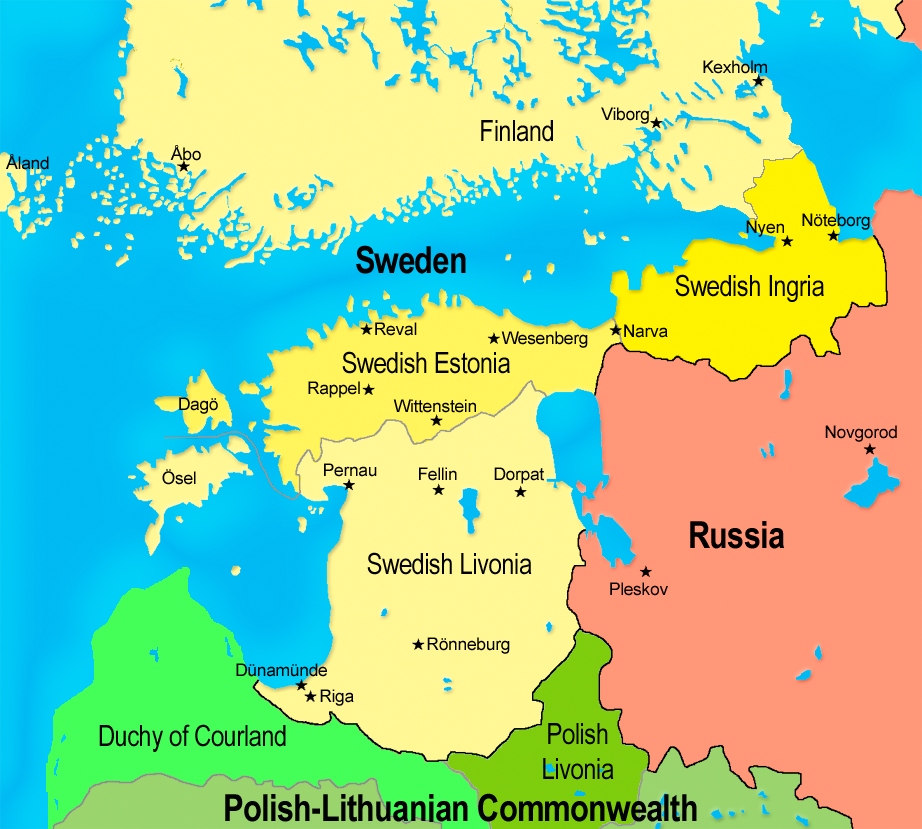
Die schwedischen Besitzungen im Baltikum

Die Kunde vom Anmarsch der Russen gelangte über versprengte Vorposten ins Hauptquartier. Als Schlippenbach das Anrücken der Russen übermittelt wurde, konnten nicht mehr alle Truppen der Livländischen Armee rechtzeitig mobilisiert werden. Es gelang lediglich die Bataillone der Infanterieregimenter von Liewens, Skytte, De La Gardie und Stackelbergs jeweils 250 bis 300 Mann groß, außerdem die Reiterregimenter Äbo und Esthland und karelische Dragoner zu je 600 bis 700 Reitern zu mobilisieren. Weitere 150 Reiter der Upplanddragoner Stenbocks komplettierten die schwedische Kavallerie an diesem Tag. An Artillerie verfügten die Schweden über sechs Feldkanonen. Etwa 1000 Schweden konnten nicht mehr rechtzeitig für die Schlacht mobilisiert werden.
Mit dieser etwa 3500 Mann starken Abteilung ging Schlippenbach der russischen Streitmacht entgegen. Diese bestand aus sieben Infanterieregiment zu je 800 bis 950 Soldaten, zwei Strelitzenregimentern zu je 730 und 770 Mann sieben Dragonerregimentern zu je 300 bis 970 Mann, acht Kosakenregimentern mit insgesamt 3800 Mann und altherkömmlichen Adelsaufgeboten mit insgesamt 1750 Mann. Die Artillerie der Russen bestand aus 20 bis 30 mitgeführten Feldkanonen. Die Gesamtkraft in der Schlacht selbst lag bei etwa 18.000 Mann. Die schwedischen Berichte zu der Schlacht sprechen von insgesamt 50.000 russischen Soldaten. Die Differenz erklärt sich zum Teil aus dem mitgeführten Versorgungstross der Russen, als auch der Tendenz der Berichtenden, die gegnerischen Kräfte stärker darzustellen als sie waren, um eine Niederlage vermeintlich schlüssiger beschönigen oder einem Sieg mehr Glorie verleihen zu können.
Bei Kamar (Kaagna) unweit von Erastfer trafen die Schweden auf die 12.000 Mann starke Avantgarde der Russen. Der Rest der russischen Streitkraft deckte den Tross. Kaum hatte der Kampf begonnen, waren die einzelnen schwedischen Kolonnen von Russen umgeben und voneinander abgeschnitten. Von Schlippenbach war gezwungen, den Rückzug anzutreten. Als erstes sollte die Infanterie das Schlachtfeld verlassen und eine geschützte Stellung in einem nahe gelegenen Wald aufsuchen. Die Kavallerieregimenter sollten den Rückzug decken. Diese waren mit vielen neuen unerfahrenen Rekruten, aufgefüllt worden. Besonders die Angehörigen der Regimenter Äbo und Karelien ergriff panischer Schrecken, als sie feststellten, dass die Infanterie im Rückgang begriffen war. Sie glaubten die Schlacht verloren.
Die Offiziere versuchten ihre Reiter zur Ordnung zu bringen, diese jedoch stürzten sich in die Reihen der im Rückzug begriffenen Infanterie. Letztere wurde vom Gros der Kavalleristen im Gefecht allein gelassen, nur ein paar Dragoner unter dem Befehl der Majore Horn und Lewenhaupt blieben zur Deckung des Rückzuges zurück. Fast alle Infanteristen wurden auf dem Schlachtfeld getötet. Nur wenige Soldaten entkamen. Unter ihnen von Schlippenbach und von Liewen. Der Verlust an Toten und die Zahl der Vermissten beliefen sich schwedischerseits auf 1200 Mann, während die Russen etwa 3000 Mann verloren. Die Kanonen der Schweden fielen den Russen in die Hände. Die gegnerische Infanterie hatte derart energisch gekämpft, dass die Russen keine Kräfte zur Verfolgung der restlichen Schweden mehr erübrigen Konnten. Der General von Schlippenbach sammelte sie in der Nähe von Sagnitz.

## Die Folgen
Peter I. bewertete den Gewinn dieser Schlacht als moralisch sehr wichtig. Seine Truppen hatten bisher mit Ehrfurcht und Angst gegen die Schweden gekämpft. Mit diesem Sieg erkannten die russischen Soldaten, dass sie die Schweden besiegen konnten. Er ließ Belohnungen an die Offiziere verteilen. Des Weiteren ernannte er Scheremetew zum Feldmarschall und Ritter des Andreasordens. In Moskau läuteten die Kirchenglocken als Siegesnachricht an die Bewohner, Kanonenschüsse wurde abgefeuert und ein feierlicher Dankgottesdienst abgehalten. Peter gab ein großes Bankett mit Feuerwerk im Moskauer Kreml. Als die schwedischen Gefangenen Moskau erreichten, setzte sich Peter an die Spitze des Gefangenenzuges und zog mit ihnen nach Moskau ein.
Die Niederlage drückte die Stimmung der Livländer. Sie konnten mit so wenigen Soldaten der russischen Übermacht nicht beikommen. Außerdem erhielt der Glaube der schwedischen Truppen an ihre eigene Überlegenheit einen Dämpfer.